# Belmont, New York
Există un orășel numit Bellmont, New York situat în comitatul Franklin.
Belmont este o localitate cu statutul de sat (în engleză village), parte a localității Amity, care se găsește în comitatul Allegany, statul New York, Statele Unite ale Americii. Belmont este și sediul comitatului.
Populația localității fusese de 969 de locuitori la data recensământului din anul 2010. Numele localității înseamnă „colină frumoasă” în limba franceză. Satul Belmont este localizat central în târgul (orășelul) Amity. Localitatea se găsește la nord-est de Olean.

## Geografie
Belmont se găsește la coordonatele 42°14′N 78°2′V / 42.233°N 78.033°V (42.2257, -78.0319). GR1
Conform datelor furnizate de United States Census Bureau, satul o suprafață totală de 2,58 km2, în întregime uscat.
Satul este separat de râul Genesee și de conexiunile cu drumurile statale New York Route 19, New York Route 244 și drumul comitatului, County Road 48. Belmont este, de asemenea, situat pe ruta principală a căii ferate numită Western New York and Pennsylvania Railroad.